# Elizabeth Strong
Pour les articles homonymes, voir Strong.
 (janvier 2024).
La mise en forme du texte ne suit pas les recommandations de Wikipédia : il faut le « wikifier ».
Les points d'amélioration suivants sont les cas les plus fréquents. Le détail des points à revoir est peut-être précisé sur la page de discussion.
- Les titres sont pré-formatés par le logiciel. Ils ne sont ni en capitales, ni en gras.
- Le texte ne doit pas être écrit en capitales (les noms de famille non plus), ni en gras, ni en italique, ni en « petit »…
- Le gras n'est utilisé que pour surligner le titre de l'article dans l'introduction, une seule fois.
- L'italique est rarement utilisé : mots en langue étrangère, titres d'œuvres, noms de bateaux, etc.
- Les citations ne sont pas en italique mais en corps de texte normal. Elles sont entourées par des guillemets français : « et ».
- Les listes à puces sont à éviter, des paragraphes rédigés étant largement préférés. Les tableaux sont à réserver à la présentation de données structurées (résultats, etc.).
- Les appels de note de bas de page (petits chiffres en exposant, introduits par l'outil «  Source ») sont à placer entre la fin de phrase et le point final[comme ça].
- Les liens internes (vers d'autres articles de Wikipédia) sont à choisir avec parcimonie. Créez des liens vers des articles approfondissant le sujet. Les termes génériques sans rapport avec le sujet sont à éviter, ainsi que les répétitions de liens vers un même terme.
- Les liens externes sont à placer uniquement dans une section « Liens externes », à la fin de l'article. Ces liens sont à choisir avec parcimonie suivant les règles définies. Si un lien sert de source à l'article, son insertion dans le texte est à faire par les notes de bas de page.
- La présentation des références doit suivre les conventions bibliographiques. Il est recommandé d'utiliser les modèles {{Ouvrage}}, {{Chapitre}}, {{Article}}, {{Lien web}} et/ou {{Bibliographie}}. Le mode d'édition visuel peut mettre en forme automatiquement les références.
- Insérer une infobox (cadre d'informations à droite) n'est pas obligatoire pour parachever la mise en page.

Pour une aide détaillée, merci de consulter Aide:Wikification.
Si vous pensez que ces points ont été résolus, vous pouvez retirer ce bandeau et améliorer la mise en forme d'un autre article.
Elizabeth Strong est née le 1er février 1855 à Westport dans le Connecticut, et est morte à Carmel-by-the-Sea, le 30 octobre 1941. Elle est une artiste américaine, connue pour ses peintures de paysages, d'animaux et de personnages. Elle était surnommée « la Rosa Bonheur de l’Amérique ».

## Biographie
Elizabeth Strong est née le 1er février 1855 à Westport dans le Connecticut. Elle est la fille de Margaret Dewing Bixby Strong et du révérend Joseph Dwight Strong. La famille Strong vit à Hawaï jusqu'en 1858, date à laquelle ils s'installent à Oakland. Elle et son frère aîné Joseph Dwight Strong Jr. fréquentent la California School of Design (maintenant connue sous le nom de San Francisco Art Institute). Ils étudient sous la direction de Virgil Macey Williams,. Au cours de ses deux années là-bas, elle remporte des médailles d'or et d'argent pour son travail.
Après avoir obtenu son diplôme en 1878, Strong se rend à Monterey, en Californie, et rencontre Jules Tavernier, qui lui offre un espace de travail. Là-bas, elle réalise des croquis sur la péninsule de Monterey tout en partageant une maison avec son frère Joseph. Après six mois à Monterey, Strong retourne à San Francisco et reçoit de nombreuses commandes de portraits de chiens. Elle partage un studio d'art avec Nellie Hopps dans l'ancien bâtiment de la cour municipale (bâtiment Genella) au 728 Montgomery Street à San Francisco. C'était un bâtiment qui abritait de nombreux artistes, dont son ancien professeur Virgil Macey Williams et Jules Tavernier.
Grâce à la vente de ses tableaux représentant des animaux de compagnie de riches mécènes, elle économise suffisamment d'argent pour un long séjour à Paris. C'est à cette période, vers 1881, qu'elle voyage en Europe. Elle y reste pendant près de dix ans, elle en profite pour étudier l'art auprès de nombreux maîtres,, notamment Emil van Marcke. En 1883, elle expose sa première œuvre au Salon de Paris.
Elle retourne aux États-Unis en 1890, à Boston, Philadelphie et New York. Elle étudie durant l'été 1894 avec William Merritt Chase à la Shinnecock Hills Summer School, sous la direction de Wm M. Chase (1892-93).
En 1896, elle retourna en Californie, vivant à la fois à San Francisco et à East Bay. Elle ne s'est jamais mariée. Également, elle retourne souvent à Paris, où elle a vécu jusqu'en 1905. Elle figure dans le livre Women Painters of the World de 1905.
En 1909, Strong participe à l' Exposition Alaska-Yukon-Pacifique et remporte une médaille d'argent pour sa peinture représentant du bétail paissant dans les collines de Cragmont à North Berkeley. Strong réside à Carmel-by-the-Sea, en Californie, dans les années 1920. Elle y meurt le 30 octobre 1941.  

Son travail est inclus dans diverses collections de musées publics, notamment la Pennsylvania Academy of the Fine Arts, Crocker Art Museum, Monterey Museum of Art, entre autres.

« Age sits lightly upon her and this diminutive lady walks to Pt. Lobos carrying paint-box and canvas. Walks home again plus a sketch of sea or landscape. Remarkable animal portraits hang in her studio; done in Paris where she was judged one of the best animal painters of her time. One small canvas bears upon its back the writing of Whistler, who coming upon it at exhibit said: "This is Art" whereupon he marked it Class 1. Miss Strong, modest, a nature lover, ever active, believes herself a beginner and remarks that nature holds within her the secrets of great art as well as the wisdom of healthful living. »

— Carmel Pine Cone

## Galerie

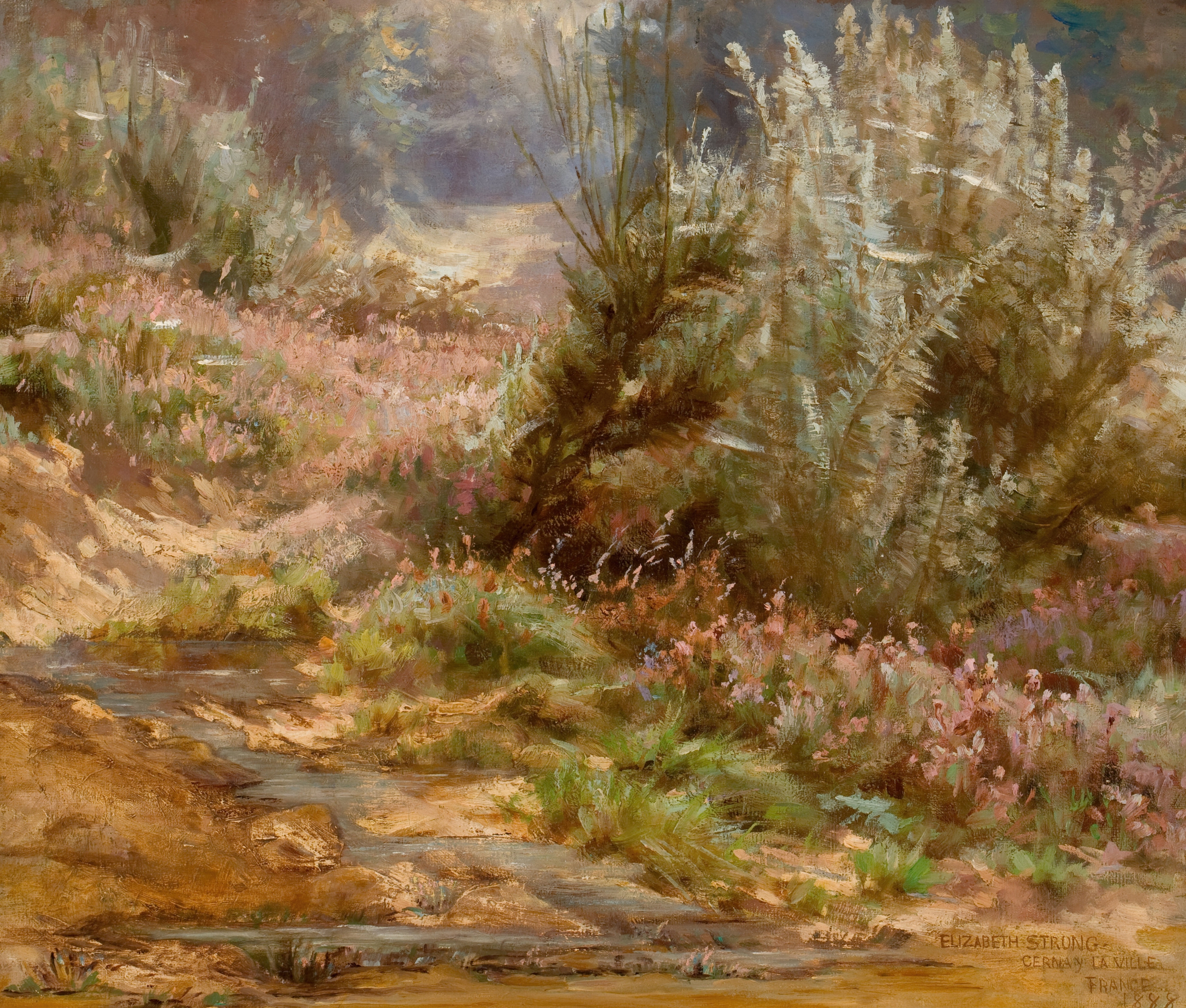
Elizabeth Strong, Fleurs sauvages près d'un ruisseau, 1888.
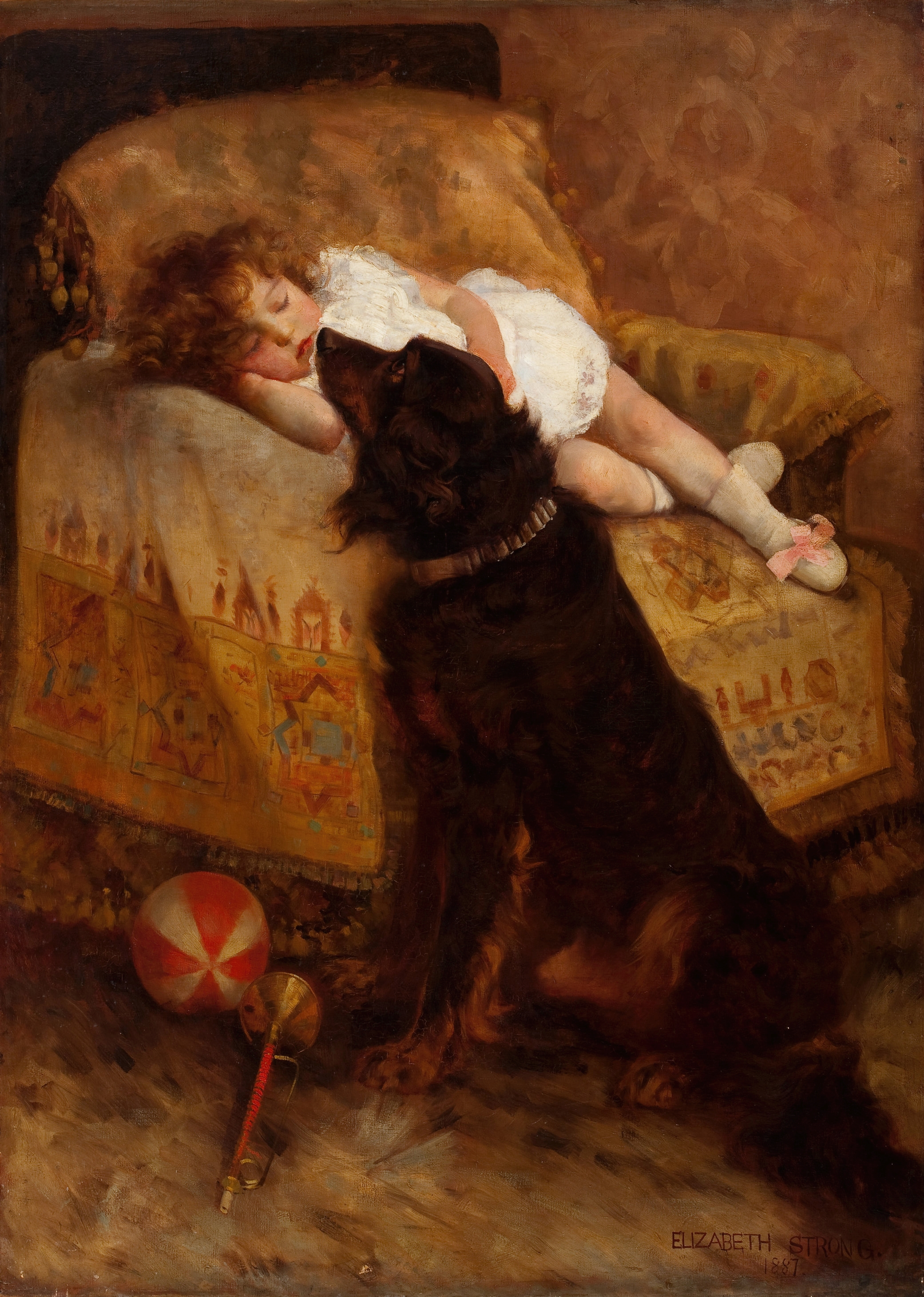
Elizabeth Strong, Enfant endormi avec chien, 1887